# Подтеремье
Подтеремье — деревня в Старорусском районе Новгородской области в составе Наговского сельского поселения.

## География
Находится в южной части Новгородской области на расстоянии приблизительно 20 км на запад-северо-запад по прямой от железнодорожного вокзала города Старая Русса.

## История
На карте 1840 года уже была обозначена. В 1908 году здесь (деревня Старорусского уезда Новгородской губернии) был учтен 21 двор.

## Население
Численность населения: 144 человека (1908 год), 18 (русские 100 %) в 2002 году, 11 в 2010.